# Bhikkhunī

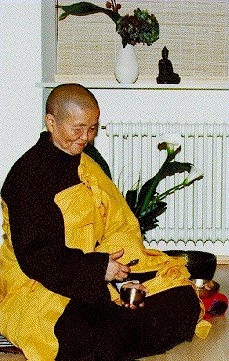
Chân Không és una bhikkhuni vietnamita expatriada i famosa pacifista

Una bhikkhunī (pāli) o bhikṣuṇī (sànscrit) és una monja budista totalment ordenada. Els homes monjos s'anomenen bhikkhus. Tant les bhikkhunis como els bhikkhus viuen segons el vinaya la regla bàsica del qual s'anomena patimokkha. Fins fa poc, els llinatges de les monges només romanien en el budisme Mahāyāna i, per tant, prevalien en països com la Xina, Corea, Taiwan i Vietnam, però unes poques dones han fet vots monàstics complets en les escoles Theravada i Vajrayāna durant la darrera dècada. Des de la perspectiva conservadora, cap de les ordenacions bhikkuni contemporànies són vàlides.
En el budisme, les dones són tan capaces d'arribar al Nirvana com els homes. Segons les escriptures budistes, l'orde de bhikkhunis fou creat per primer cop per Buda a petició específica de la seva tia i mare adoptiva Mahapajapati Gotami, que es convertí en la primera bhikkhuni ordenada. Una obra famosa de las primeres escoles budistes és la Therigatha, una col·lecció de poemes de monges majors sobre la il·luminació que es conservà en el Canon Pāli.
Les bhikkhunis estan obligades a prendre vots addicionals, les vuit Garudhammes, i estan subordinades i dependents de l'orde bhikkhu. En els llocs on el llinatge bhikkhuni ha desaparegut històricament o s'ha extingit, a causa de les dificultats, s'han desenvolupat formes alternatives de renúncia. En el budisme tibetà, les dones prenen oficialment els vots de l'śrāmaṇerīs (novícia); les dones Theravadin poden elegir prendre un conjunt informal i limitat de vots similar als vots històrics de sāmaṇerī, com les Maechi de Tailàndia i els Thilashin de Birmània.

## Història
La tradició de la comunitat monàstica ordenada (sangha) començà amb Siddharta Gautama, qui establí un orde monàstic masculí, els bhikkhus. Segons les escriptures sagrades, després d'una reticència inicial, també establí un orde femení, les bhikkhunis. Tot i així, segons la tradició, el Buda no només establí més regles de disciplina per a les bhikkhunis (311 en comparació amb les 227 del bhikkhu en la versió Theravada), sinó que també feu més difícil que fossin ordenades, i les subordinà als monjos. L'orde bhikkhuni s'establí cinc anys després de l'orde bhikkhu a petició d'un grup de dones, la portaveu de les quals era Mahapajapati Gotami, la tia de Gautama Buddha que el crià després de la mort de la seva mare.
La veracitat d'aquest relat ha estat qüestionada, en ocasions fins al punt de considerar les monges com un invent posterior. Les histories, en molts llocs del Cànon Pali, especialment en el Therigatha i el Theri Apadana, així com en el Anguttara Nikaya i el Bhikkkhuni Samyutta, es registren els fets d'un nombre considerable de deixebles preeminents de bhikhuni del Buda, i també de nombroses bhikkhunis distinguides del budisme primitiu. A més, les antigues bhikkhunis apareixen als texts sànscrits d'Avadana i a la primera crònica històrica budista de Sri Lanka, la Dipavamsa, que s'especula que fou escrita per la Sangha Bhikkhuni de Sri Lanka.

## Convertir-se en bhikkhuni
L'ordenació com bhikkhuni es fa en quatre passes. Una laica pren els cinc preceptes, la passa següent és entrar al pabbajja (sànscrit: pravrajya) o forma de vida monàstica, que inclou dur la túnica del monja; després d'això es pot arribar a ser una śrāmaṇerī o "novicia"; la darrera passa és fer els vots complets de la bhikkhuni.